# Suamico (Wisconsin)
Suamico ist eine Gemeinde (mit dem Status „Village“) im Brown County im US-amerikanischen Bundesstaat Wisconsin. Das U.S. Census Bureau ermittelte bei der Volkszählung 2020 eine Einwohnerzahl von 12.850.
Suamico ist Bestandteil der Metropolregion um die Stadt Green Bay. 

## Geografie
Suamico liegt im Osten Wisconsins, an der Mündung des Suamico River in die Green Bay des Michigansees. Die geografischen Koordinaten von Suamico sind 44°37′55″ nördlicher Breite und 88°02′21″ westlicher Länge. Das Gemeindegebiet erstreckt sich über eine Fläche von 153,9 km², die sich auf 94,17 km² Land- und 59,73 km² Wasserfläche verteilen. 
Benachbarte Orte von Suamico sind Little Suamico (10 km nordnordöstlich), Chase (18,7 km nordwestlich), Pulaski (20 km westnordwestlich), Pittsfield (20 km westsüdwestlich) und Howard (an der südlichen Gemeindegrenze).
Das Stadtzentrum von Green Bay liegt 16,7 km südlich von Suamico. Die weiteren nächstgelegenen größeren Städte sind Milwaukee (201,8 km südlich), Chicago (346 km in der gleichen Richtung), Wisconsins Hauptstadt Madison (228 km südwestlich), Eau Claire (316 km westlich), die Twin Cities in Minnesota (424,9 km in der gleichen Richtung) und Duluth am Oberen See in Minnesota (529 km nordwestlich).

## Verkehr
In Nord-Süd-Richtung führen die auf einem vierspurig ausgebauten gemeinsamen Streckenabschnitt verlaufenden US-Highways 41 und 141 durch Suamico. Alle weiteren Straßen sind untergeordnete Landstraßen, teils unbefestigte Fahrwege sowie innerstädtische Verbindungsstraßen.
Durch Suamico verlaufen je eine Eisenbahnstrecke der heute zur Canadian National Railway gehörenden Wisconsin Central und der lokalen Escanaba and Lake Superior Railroad.
Mit dem Austin Straubel International Airport in Green Bay befindet sich 21,8 km südlich der nächste Flughafen. 

## Bevölkerung
Nach der Volkszählung im Jahr 2010 lebten in Suamico 11.346 Menschen in 4092 Haushalten. Die Bevölkerungsdichte betrug 120,5 Einwohner pro Quadratkilometer. In den 4092 Haushalten lebten statistisch je 2,77 Personen. 
Ethnisch betrachtet setzte sich die Bevölkerung zusammen aus 97,4 Prozent Weißen, 0,3 Prozent Afroamerikanern, 0,7 Prozent amerikanischen Ureinwohnern, 0,6 Prozent Asiaten sowie 0,2 Prozent aus anderen ethnischen Gruppen; 0,8 Prozent stammten von zwei oder mehr Ethnien ab. Unabhängig von der ethnischen Zugehörigkeit waren 1,0 Prozent der Bevölkerung spanischer oder lateinamerikanischer Abstammung. 
27,5 Prozent der Bevölkerung waren unter 18 Jahre alt, 64,3 Prozent waren zwischen 18 und 64 und 8,2 Prozent waren 65 Jahre oder älter. 49,0 Prozent der Bevölkerung waren weiblich.
Das mittlere jährliche Einkommen eines Haushalts lag bei 84.295 USD. Das Pro-Kopf-Einkommen betrug 34.970 USD. 1,0 Prozent der Einwohner lebten unterhalb der Armutsgrenze.